# خالد الراشد
خالد بن محمد الراشد (1970-) داعية إسلامي سعودي سلفي، كان إمام وخطيب جامع فهد بن مفلح السبيعي ـ بالخبر والمشرف العام على موقع قوافل العائدين والعائدات. اعتقل بعد إلقاءه خطبة شهيرة بعنوان «يا أمة محمد» انتصر فيها للنبي محمد واحْتجّ فيها على الرسوم المسيئة له وطالب بإلغاء سفارة الدنمارك، إلا أن الحكومة السعودية حاكمته بالسجن لمدة 15 سنة وذلك في سبتمبر 2005م. انتهت مدة حكمه في 2020 إلا أن السلطات السعودية لم تفرج عنه ثم حُكم عليه بالسجن مدة 17 سنة أخرى ليصبح إجمالي عدد سنين الاعتقال 40 سنة.

## مشايخه
تتلمذ على عدد من المشائخ منهم:
- عبد العزيز بن باز ولازمه إحدى عشرة سنة.
- عبد الله بن جبرين ولازمه ثلاث عشرة سنة.
- عبد الرحمن البراك.
- عبد الله السعد.

## تعليمه
قبل دخوله في مجال الدعوة بدأ خالد الراشد تعليمه في الولايات المتحدة الأمريكية باختصاص العلوم الجنائية، وفيما بعد تغيير مسار حياته واتجه لدراسة العلوم الشرعية، فدرس علوم العقيدة والحديث. وهو مجاز في أغلبية الكتب الحديثية.

## دروسه ونشاطاته
له العديد من الدروس والمحاضرات واللقاءات الدينية، وقد أنهى شرح كثير من المتون في مختلف العلوم، مثل:
درس في صحيح البخاري.
درس في سنن الترمذي (أوشك على النهاية).
درس في سنن النسائي.
شرح سلم الوصول لحافظ حكمي وفُرغ في مذكرة.
شرح الواسطية والطحاوية ولمعة الاعتقاد.
شرح نخبة الفكر في المصطلح، وسجل.
شرح زاد المستقنع.
شرح الداء والدواء.
كما شرح العديد من المتون العلمية ككتب محمد بن عبد الوهاب.

### نشاطاته
للشيخ العديد من النشاطات الدعوية والدورات العلمية فله دروس أسبوعية في عدد من المدن والقرى فمنها على سبيل المثال:
1. درس أسبوعي في شقراء ومرات.
2. أقام عدداً من الدورات العلمية في القويعية والجبيل والرين.
3. له عدد من الرحلات الدعوية لجنوب السعودية.

## خطبة يا أمة محمد
ألقى خالد الراشد خطبة عن النبي محمد ﷺ بدأها بوصف النبي ثم عن تبليغه للرسالة وما تعرض له من أذى في تبليغ رسالة الإسلام إلى الأمة كافة، ثم تحدث الشيخ عن إهانة النصارى للنبي ﷺ وقال: «والله لا خير فينا إن مرت هذه القضية بسلام»، وطالب الأمة الإسلامية بالانتصار للنبي ﷺ. وقد أصغى لخطبته الكثير من المسلمين وأخذت التصنيف الأعلى في موقع طريق الإسلام.

## سجنه
صادقت هيئة التميز في المملكة العربية السعودية على الحكم بسجن خالد الراشد خمس سنوات، ثم تضاعف الحكم عليه فأصبح 15 سنة، بعد أن حدث جدال بينه وبين القاضي. وكانت هناك محاولات لاستئناف الحكم من قبل عائلته، لكن هيئة التمييز أيدت الحكم الصادر، الأمر الذي أغضب خالد الراشد ودخل في نقاش حاد مع القاضي والذي أصدر قراراً بمضاعفة مدة سجنه إلى خمسة عشر سنة. وفي سبتمبر 2020 أتم خالد الراشد مدة حبسه، لكن لم يُفرَجْ عنه حتى الآن وسط مطالبات بالإفراج عنه.

## وصلات خارجية
- صفحته على موقع طريق الإسلام.
- خطب الشيخ خالد الراشد.